# کاملین
کاملین (به فرانسوی: Camelin) یک کمون (فرانسه) در فرانسه است که در ان (ا-دو-فرانس) واقع شده‌است. کاملین ۹٫۱۵ کیلومتر مربع مساحت دارد ۷۳ متر بالاتر از سطح دریا واقع شده‌است.